# Hotel Marqués de Riscal

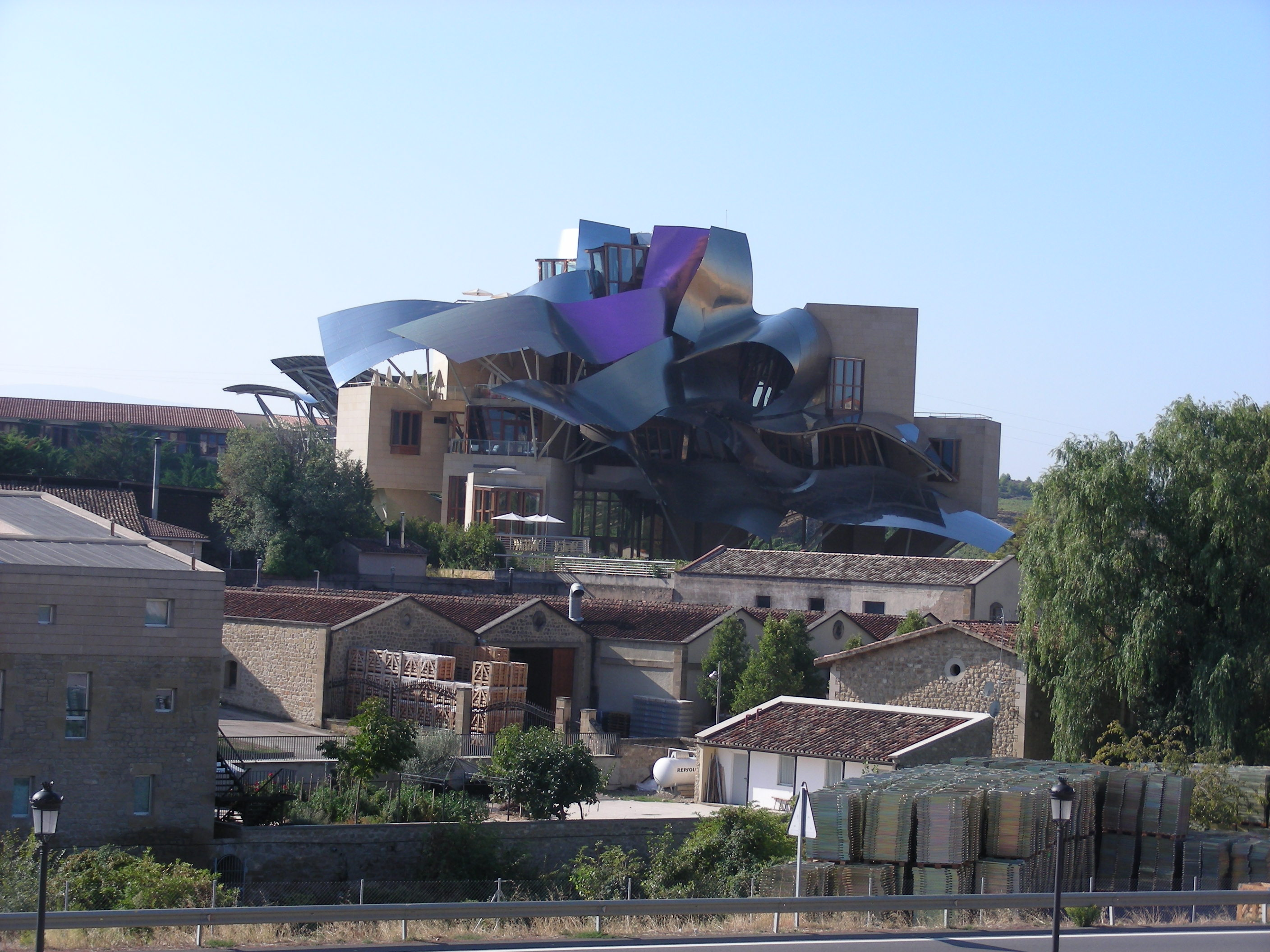
Blick auf das Hotel Marqués de Riscal

Das Hotel Marqués de Riscal befindet sich im 1000-Seelen-Weindorf Elciego, in der spanischen Provinz Álava. Es bildet den Kern der „Stadt des Weines“, die von dem seit 1858 existierenden Weingut Herederos del Marqués de Riscal im Jahre 2000 in Angriff genommen und vom Architekten Frank O. Gehry entworfen wurde. In dieser befindet sich auch der erste Weinkeller „La Catedral“ in dem Weinflaschen aller Jahrgänge seit 1862 bis heute aufbewahrt werden.
Das Hotel wurde im Oktober 2006 mit einem Besuch des spanischen Königs Juan Carlos I. feierlich eröffnet.
Für die Entstehung des Hotels schwebte dem Weingut ein modernes Gebäude vor, das starke Emotionen hervorrufen würde. Um diese Wirkung zu erzielen, wurde Frank O. Gehry ausgewählt. Bei einem Glas Wein aus dem Jahr 1929 (dem Geburtsjahr des Architekten) stellte das Team die Idee für das Projekt vor. Herrn Gehry reizte die Herausforderung, ein Hotel im Herzen eines Weinkellers zu entwerfen – so etwas hatte er noch nie gemacht.
Das Hotel umfasst zwei Restaurants (das Bistro 1860 und das Spa), eine Dachlounge mit Blick auf das Dorf Elciego, eine Weinbar, ein Weingeschäft, Tagungs- und Bankettbereiche sowie 43 Zimmer und 10 Suiten in zwei Gebäudeteilen (dem Gehry-Flügel und dem Spa-Flügel), die durch eine glasüberdachte Brücke verbunden sind.
Wie in Gehrys erster Arbeit in Spanien, dem Guggenheim-Museum in Bilbao, die 130 Kilometer entfernt liegt, ist auch das Hotel mit Titan und Edelstahl verkleidet. Dabei integrierte der Architekt allerdings die Farben des Weingutes: Rosa, wie roter Wein, Gold, wie das Netz um die Flaschen von Marqués de Riscal Reserva und Silber, wie die Flaschenkapseln.
Das Hotel wird von dem US-amerikanischen Hotelunternehmen Marriott International betrieben, gegenwärtig (im Jahr 2019) von dessen neuer Sparte Marriott Bonvoy.